# El Alto
El Alto (spanisch „die Höhe“) ist eine Stadt in Bolivien und liegt unmittelbar westlich von La Paz, zu dem es bis 1985 als Stadtteil gehörte.
El Alto hat 842.378 Einwohner (Volkszählung 2012) und ist damit die zweitgrößte Stadt Boliviens, nach Santa Cruz (1.453.549) und vor La Paz (764.617) und Cochabamba (630.587). Sie bildet zusammen mit La Paz den bevölkerungsreichsten Ballungsraum Boliviens. In El Alto liegen zahlreiche Industriebetriebe und der höchstgelegene internationale Flughafen der Welt.

## Geografie

### Lage
El Alto liegt zwischen 3900 und 4250 m auf der trockenen Hochebene des Altiplano. Die Gesamtfläche des Stadtgebiets beträgt 1.042 km². Verwaltungstechnisch ist El Alto zentraler Ort des Municipios El Alto in der Provinz Murillo im Departamento La Paz.

### Klima
Das Klima auf der kargen Hochebene ist wesentlich exponierter (die Stadt ist insbesondere starken Winden ausgesetzt) und kühler als in La Paz, das bei einem Höhenunterschied von ca. 400 m geschützt im tief eingeschnittenen Tal des Río Chokeyapu liegt. Die Jahresdurchschnittstemperatur der Stadt beträgt 9,3 °C im langjährigen Mittel, mit langjährigen durchschnittlichen Tagesminima von −4,7 °C im Juli (Winter) und durchschnittlichen Tagesmaxima von +17 °C im Dezember (Sommer). Der Jahresniederschlag im langjährigen Mittel liegt bei 601,5 mm.
|                       | Jan   | Feb   | Mär  | Apr  | Mai  | Jun  | Jul  | Aug  | Sep  | Okt  | Nov  | Dez  |   |       |
| Mittl. Tagesmax. (°C) | 12,9  | 13,2  | 13,3 | 13,6 | 13,7 | 12,6 | 12,5 | 13,2 | 13,8 | 14,5 | 14,9 | 14,3 | ⌀ | 13,5  |
| Mittl. Tagesmin. (°C) | 3,9   | 3,9   | 3,6  | 2,2  | −0,3 | −2,1 | −2,7 | −1,5 | 0,3  | 2,1  | 3,1  | 3,6  | ⌀ | 1,3   |
|                       |       |       |      |      |      |      |      |      |      |      |      |      |   |       |
| Niederschlag (mm)     | 141,4 | 109,7 | 71,8 | 36,7 | 15,3 | 3,8  | 8,5  | 18,2 | 33,7 | 39,6 | 53,8 | 96,2 | Σ | 628,7 |
|                       |       |       |      |      |      |      |      |      |      |      |      |      |   |       |
| Sonnenstunden (h/d)   | 5,9   | 5,4   | 4,8  | 5,5  | 7,2  | 8,0  | 7,6  | 7,0  | 6,3  | 5,8  | 5,7  | 6,0  | ⌀ | 6,3   |
|                       |       |       |      |      |      |      |      |      |      |      |      |      |   |       |
| Regentage (d)         | 19    | 16    | 14   | 7    | 3    | 1    | 2    | 3    | 7    | 9    | 9    | 15   | Σ | 105   |
|                       |       |       |      |      |      |      |      |      |      |      |      |      |   |       |
| Luftfeuchtigkeit (%)  | 66    | 72    | 67   | 59   | 48   | 42   | 43   | 42   | 48   | 49   | 51   | 60   | ⌀ | 53,8  |

| 3,9 |

| 3,9 |

| 3,6 |

| 2,2 |

| −0,3 |

| −2,1 |

| −2,7 |

| −1,5 |

| 0,3 |

| 2,1 |

| 3,1 |

| 3,6 |

| 3,9 |

| 3,9 |

| 3,6 |

| 2,2 |

| −0,3 |

| −2,1 |

| −2,7 |

| −1,5 |

| 0,3 |

| 2,1 |

| 3,1 |

| 3,6 |

## Stadtbild

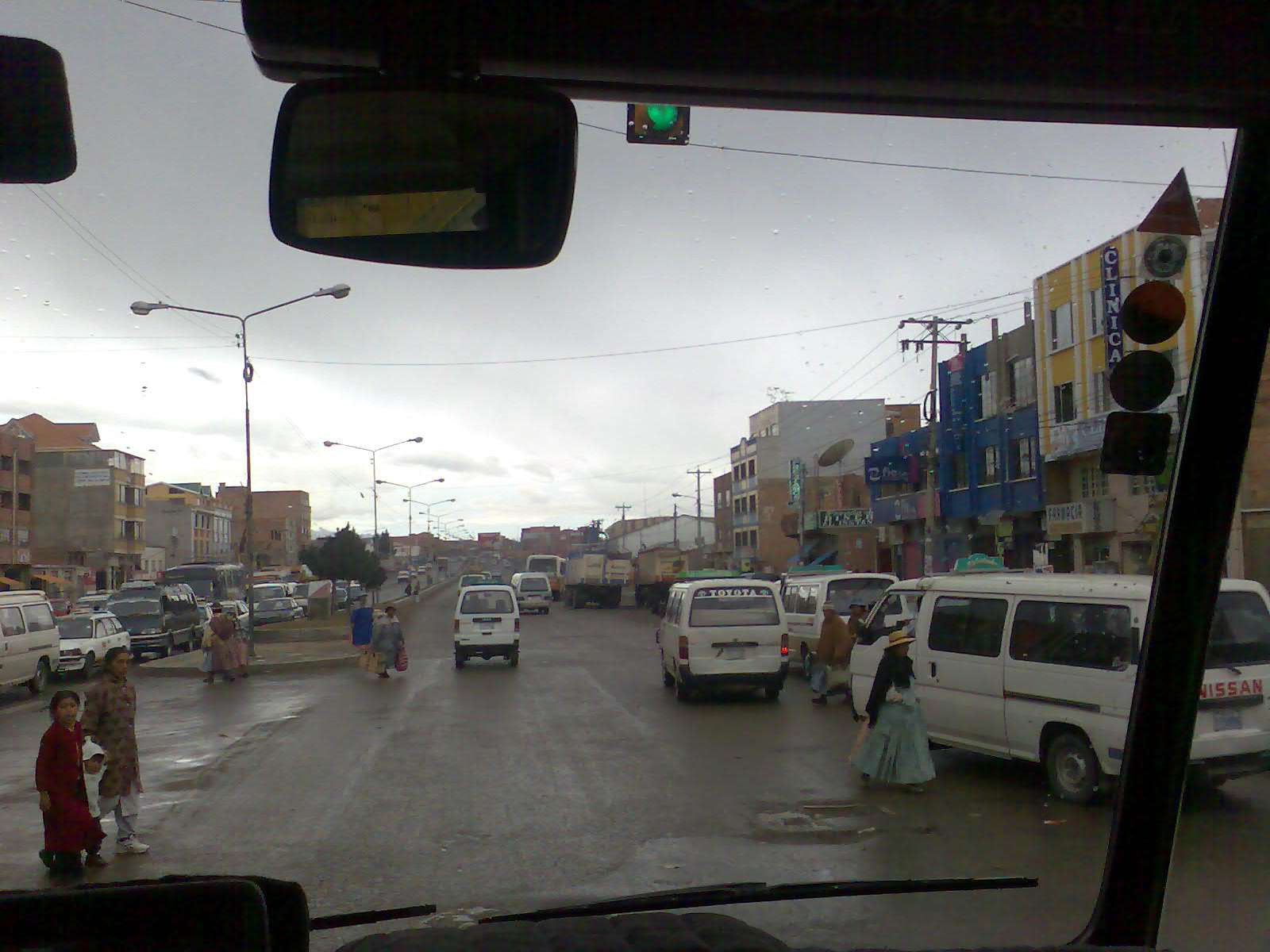
Hauptstraße in El Alto

El Alto hat aufgrund seiner kurzen Geschichte und seiner Entstehung als Vorort kein historisches Stadtzentrum. Das Straßennetz ist von langen, geraden Straßen mit rechtwinkeligen Querstraßen geprägt.
Entlang der überregionalen Hauptstraßen haben sich viele Industriebetriebe angesiedelt, die im beengten Talkessel von La Paz keinen ausreichenden Platz hätten. Im zentralen Viertel von El Alto am Höhenrand des Talkessels (la Ceja) finden sich zahlreiche Läden und Straßenmärkte. Der früher auf freiem Feld liegende Flughafen ist inzwischen von der wachsenden Stadt völlig umschlossen. An den Stadträndern und um den Flughafen befinden sich ausgedehnte Elendssiedlungen von Landflüchtigen, die sich in der Stadt ein besseres Leben erhoffen.
Insgesamt wirkt die Stadt eher ärmlich, da sich überproportional viele einkommensschwache indigene Bevölkerungsteile mit ländlichem Hintergrund ansiedeln, die sich keinen Wohnraum im klimatisch wesentlich angenehmeren La Paz leisten können.

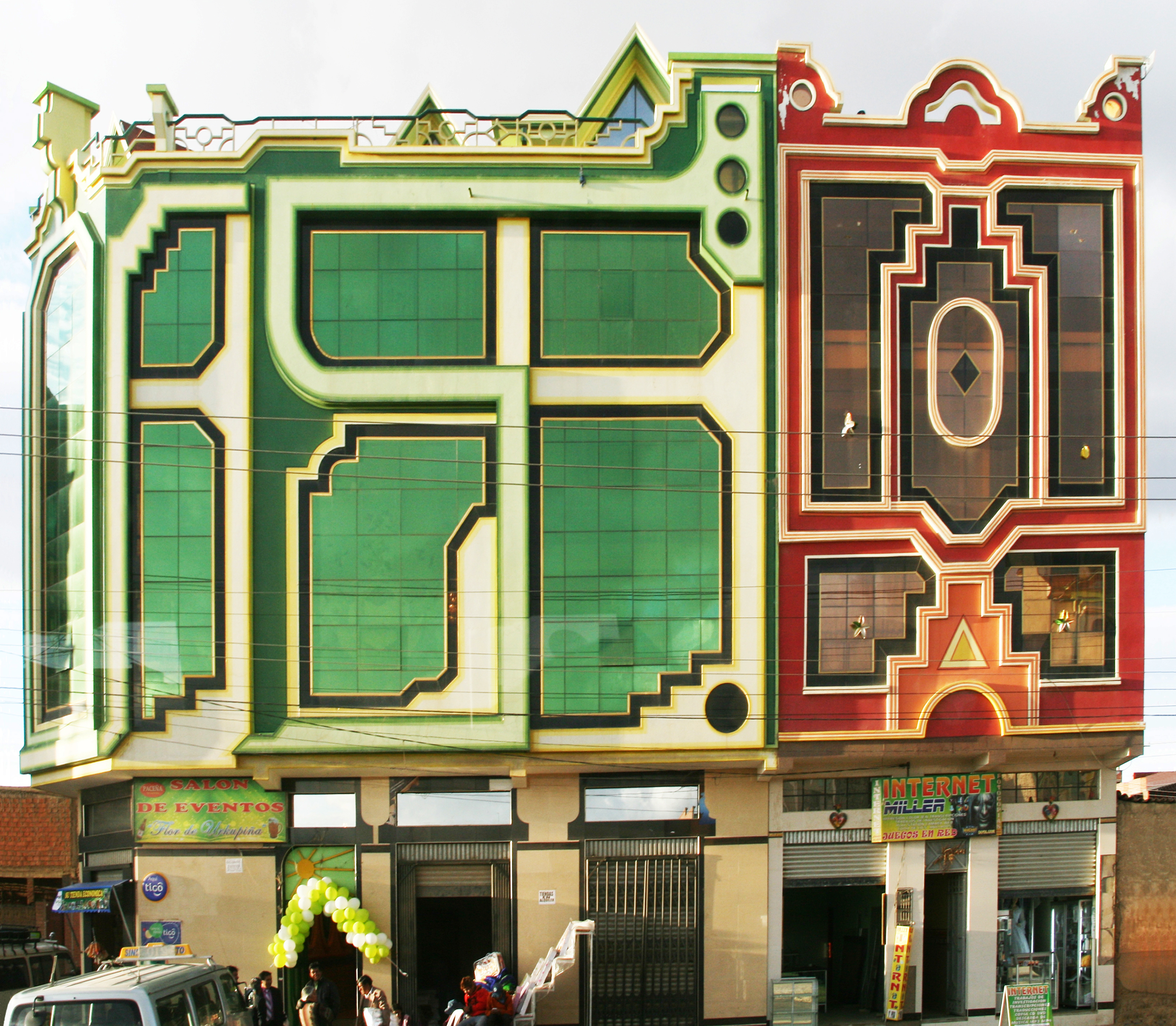
Neoandine Architektur in El Alto

El Alto steht dabei in starkem Kontrast zum wesentlich wohlhabenderen La Paz, das ein zum Teil kolonial, zum Teil modern geprägtes Stadtbild aufweist und dessen Bevölkerung weniger stark indigen geprägt ist.
Bei der neuen indigenen Mittelschicht El Altos hat sich seit den 2000er Jahren ein neuer Baustil durchgesetzt, die „Neoandine Architektur“, „Andine Postmoderne“ oder auch „Cholet“. Letzteres ist ein Kunstwort, das aus Chalet (Architekturstil im Alpenraum) und Cholo (einem in Bolivien gebräuchlichen Begriff für Indigene) zusammengesetzt ist. Viele der Häuser wurden vom Künstler Freddy Mamani entworfen. Dabei werden Formen und Farben aus Mustern von Stoffen, Keramik und Gebäuden verschiedener andiner Kulturen aufgegriffen. Diese farbenfrohen Häuser stechen im Stadtbild von El Alto deutlich heraus, da andere Gebäude meist aus unverputzten Ziegeln bestehen. Dass viele Häuser absichtlich unverputzt bleiben, hat seinen Grund darin, dass nur verputzte Häuser der Grundsteuerpflicht unterliegen.

## Geschichte und politische Gliederung
Die karge und unwirtliche Hochebene nordwestlich von La Paz war vor und während der spanischen Kolonialzeit nur von vereinzelten Aymara-Gruppen bewohnt.
Die 1903 eröffneten Eisenbahnlinien zum Titicacasee und nach Arica hatten ihre Endstation und Werkstätten am Höhenrand oberhalb von La Paz. In unmittelbarer Nähe entstanden die erste Siedlungen von Eisenbahnarbeitern. Erst 1905 ging eine steile Stichbahn von El Alto nach La Paz in Betrieb.
1925 wurden auf der Hochebene der Flugplatz und ein Militärstützpunkt für die neu gegründete Luftwaffe angelegt, was weitere Ansiedlungen nach sich zog. 1939 war die Siedlung so groß, dass eine Grundschule mit anfangs einem Dutzend Schüler eröffnet wurde. Die Besiedlung lief jedoch noch zögerlich, da das Trinkwasser aufwendig in Tanks aus La Paz angeliefert werden musste.
Erst als El Alto Anfang der 1950er Jahre an die Wasserversorgung von La Paz angeschlossen wurde und gleichzeitig das Bauland im beengten Tal von La Paz knapp wurde, setzte in El Alto eine starke Expansion ein.
Während der Revolution von 1952 besetzten aufständische Minenarbeiter El Alto und eroberten die Luftwaffenbasis. Sie verhinderten damit die geplante Bombardierung von La Paz, das von Aufständischen kontrolliert wurde.
Ab 1957 organisierten sich die Bewohner des rasch wachsenden Stadtteils und strebten eine Loslösung von La Paz an. Im gleichen Jahr wurde die erste weiterführende Schule in El Alto eröffnet. 1970 erhielt El Alto eine eigene Stadtteilverwaltung (Sub Alcaldía), 1976 wurde die erste Poliklinik eröffnet.
Mit Gesetz vom 6. März 1985 wurde El Alto politisch als eigenständige Verwaltungseinheit („sección municipal“) von La Paz abgetrennt. 1988 wurde das unabhängige El Alto zur Stadt erhoben. Der 6. März 1985 wird heute als offizielles „Gründungsdatum“ der Stadt gefeiert.
Die Stadt war bis zum Jahr 2002 in fünf Distrikte („Municipios Vecinos“) unterteilt: Achocalla, Laja, La Paz (Kanton Zongo), Pucarani und Viacha. Durch Dekret vom 29. Mai 2002 besteht die Stadt heute aus acht Stadtbezirken und einem Landbezirk („Distritos Municipales“).
Neben der offiziellen Stadtregierung wird El Alto durch ein System von rund 600 Nachbarschaftskomitees („Juntas Vecinales“) organisiert, in denen sich die ortsansässige Bevölkerung zusammengeschlossen hat und die ein bedeutender Machtfaktor sind. 
Bürgermeisterin ist die 1987 geborene, frühere bolivianische Senatspräsidentin Eva Copa (Stand: 2022).

## Bevölkerung
El Alto gehört zu den am schnellsten wachsenden Städten der Welt, etwa 50 Prozent der Bevölkerung ist 19 Jahre alt und jünger, nur 18 Prozent der Bevölkerung sind älter als 39 Jahre. Die Gründe für das Bevölkerungswachstum sind sowohl die hohe Reproduktionsrate der ansässigen Bevölkerung als auch der unverminderte Zuzug von Landflüchtigen, während die Einwohnerzahl von La Paz, das sich wegen der topographischen Beschränkungen nicht weiter ausdehnen kann, seit Jahren stagniert.
Die Einwohnerzahl der Stadt ist in den vergangenen beiden Jahrzehnten auf das Doppelte angestiegen:
| Jahr | Einwohner | Quelle       |
| ---- | --------- | ------------ |
| 1992 | 424.528   | Volkszählung |
| 2001 | 647.350   | Volkszählung |
| 2012 | 842.378   | Volkszählung |
| 2024 |           | Volkszählung |

74 Prozent der Bevölkerung von El Alto gehören der Gruppe der Aymara an, sechs Prozent sind Quechua.
El Alto gehört auch zu den ärmsten Städten der Welt, da sich die Elendsviertel der Stadt La Paz hierher verlagert haben. Mehr als 70 Prozent der Bevölkerung leben unterhalb der Armutsgrenze, 88 Prozent der Menschen sind Analphabeten bzw. verfügen nur über geringe Schreib- und Lesefertigkeiten. Immer noch haben die meisten Wohnviertel weder einen Wasser- noch einen Stromanschluss.

## Wirtschaft und Infrastruktur

### Wirtschaft

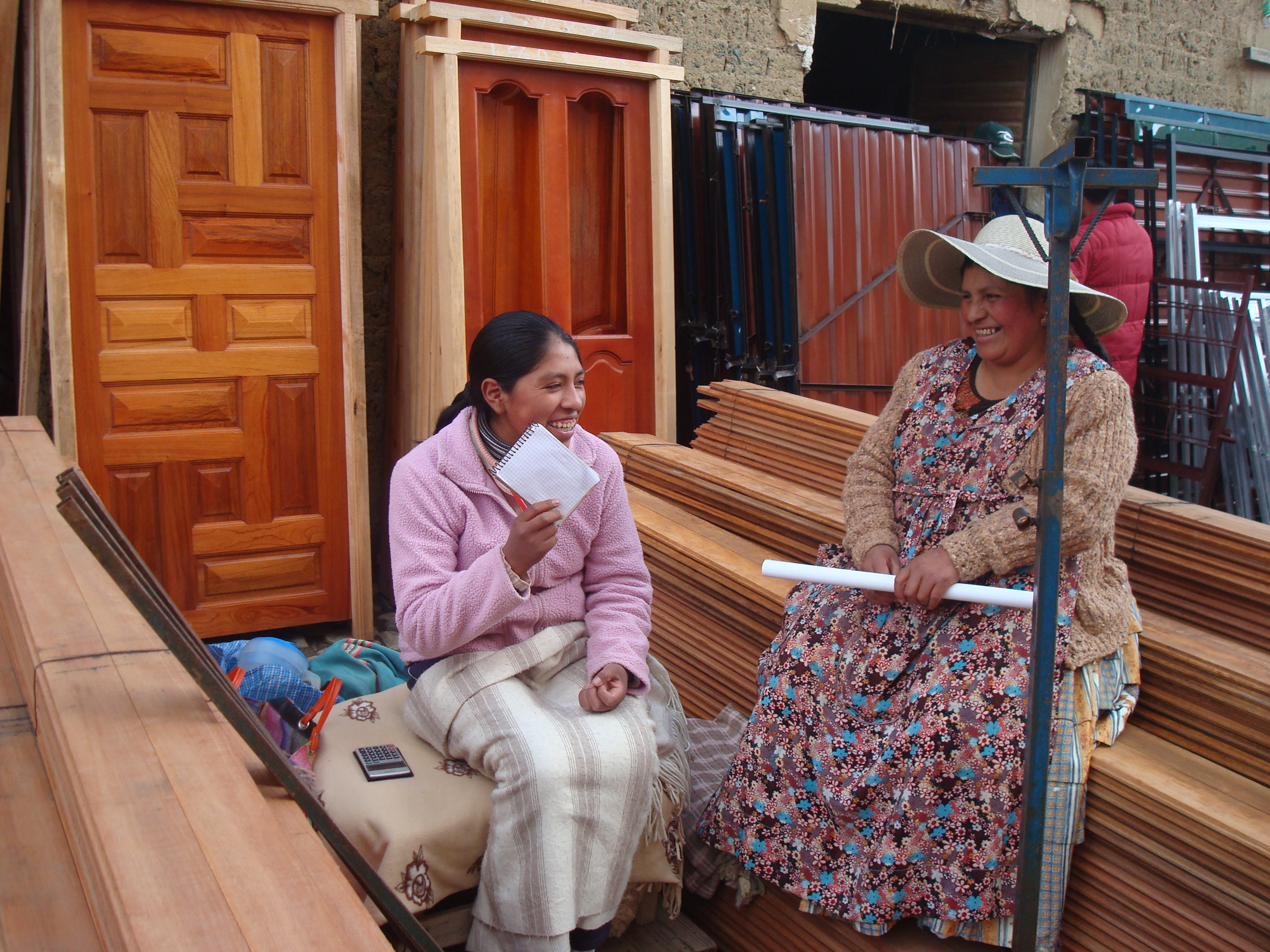
Tischlerei in El Alto

Viele Einwohner arbeiten in örtlichen Industrie- und Gewerbebetrieben, in der Gastronomie oder pendeln nach La Paz. Etwa 70 % der fast ausschließlich indigenen Bevölkerung ist in der informellen Wirtschaft tätig. Hinzu kommt, neben dem Transportgewerbe, Internetcafés, Handyshops und kleinen Handwerksbetrieben mit im Schnitt fünf bis zehn, häufig angelernten Beschäftigten ohne formalen Berufsabschluss, vor allem der Handel auf größeren Märkten mit landwirtschaftlichen, eigengefertigten, aber zum Teil auch geschmuggelten oder gestohlenen Gütern sowie mit gefälschten europäischen und US-amerikanischen Markenartikeln aus Asien.
Inzwischen hat sich in El Alto jedoch auch eine eigene, vorwiegend vom Handel getragene, städtische Mittelschicht herausgebildet. Darunter befinden sich auch Angehörige freier Berufe, wie Rechtsanwälte, Ärzte und Architekten, die sich in El Alto aufgrund der im Vergleich zu La Paz etwas geringeren Lebenshaltungskosten niedergelassen haben.
Im Zentrum von El Alto sind Filialen nationaler und international ausgerichteter Banken sowie privat betriebene Lebensmittelgeschäfte ansässig.
In El Alto arbeiten zudem diverse private und religiös ausgerichtete Nichtregierungsorganisationen mit eigenen Büros, weitgehend aus ausländischen Spendengeldern bezahlten Mitarbeitern und Kontakten nach Europa, Australien, Neuseeland und in die USA.

### Medien
Es gibt nur eine Tageszeitung, ein dünnes und auch online verfügbares Blatt namens El Alteño. Viele Bewohner informieren sich per Radio und über das Internet.

### Verkehr

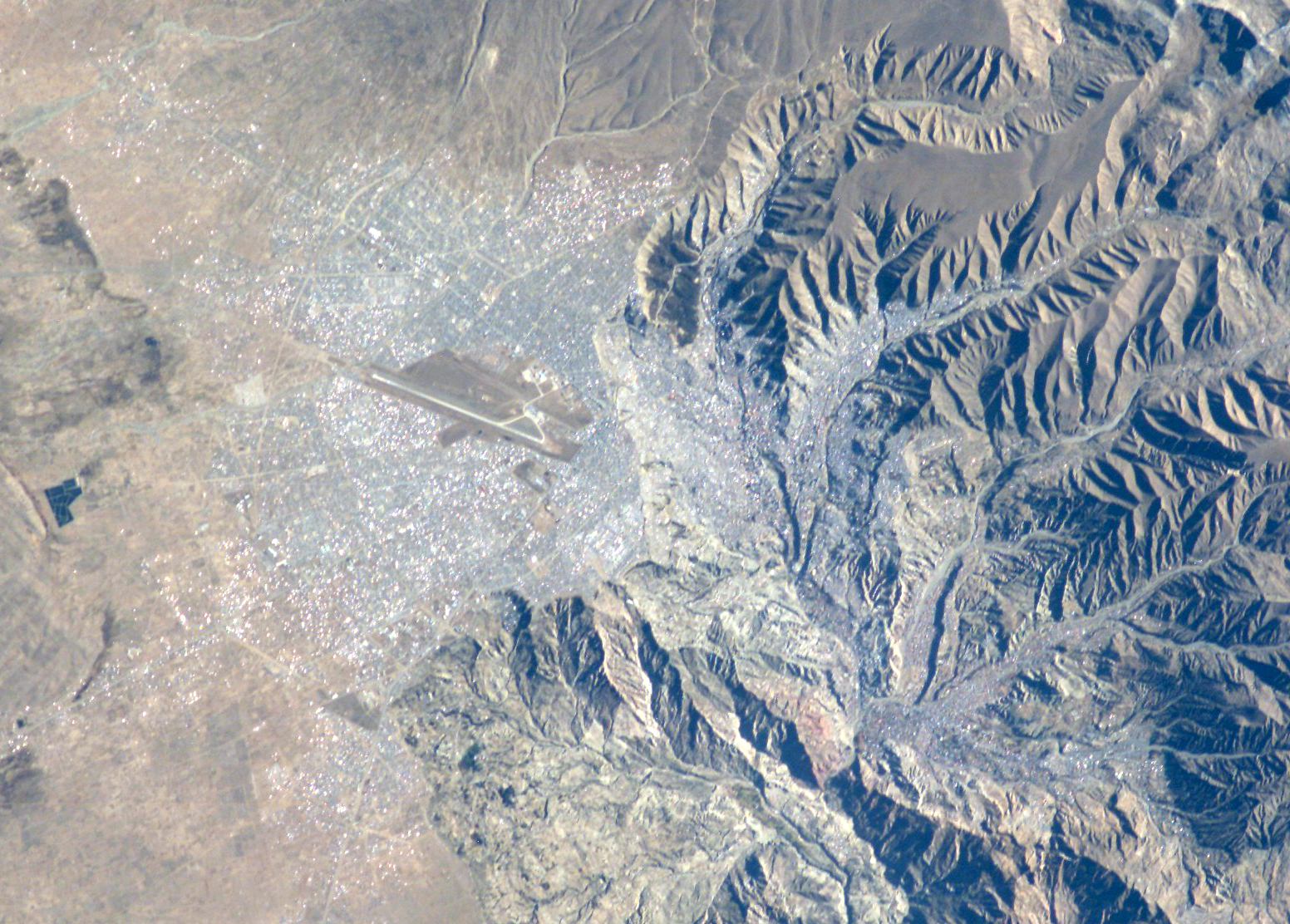
El Alto mit Flughafen und La Paz im Talkessel

In El Alto befindet sich der internationale Flughafen La Paz (Aeropuerto Internacional El Alto-La Paz), einer der höchstgelegenen Verkehrsflughäfen der Welt. Im Vergleich zu anderen Flughäfen müssen Flugzeuge in El Alto mit wesentlich höheren Geschwindigkeiten starten und landen, um in der dünnen Höhenluft ausreichend Auftrieb zu erreichen. Hierfür benötigen sie speziell verstärkte Reifen und die Zuladung ist trotz der 4000 m langen Start- und Landebahn begrenzt (aufgrund dieser Einschränkungen konzentriert sich der internationale Flugverkehr, insbesondere im Luftfracht-Bereich, auf den Flughafen Viru Viru bei Santa Cruz im Tiefland).
El Alto ist Ausgangspunkt von asphaltierten Nationalstraßen zum Titicacasee, nach Desaguadero (Grenzübergang nach Peru), Arica (Chile), Oruro und Cochabamba. Zwischen La Paz und El Alto gibt es eine vierspurige (mautpflichtige) Schnellstraße (Autopista) sowie mehrere steile und enge Straßen durch Wohngebiete. Seit 2014 ist El Alto mit La Paz durch das Seilbahnnetz Mi Teleférico verbunden. Mit Stand 2023 gibt es 10 Linien im Großraum La Paz/El Alto.
Auch die Eisenbahnlinien zum Viacha–Puerto Guaqui, Arica–La Paz und Antofagasta–Oruro–La Paz laufen in El Alto zusammen, von wo aus es eine Stichstrecke nach La Paz gibt. Derzeit (2023) sind jedoch alle Bahnstrecken im Bereich El Alto außer Betrieb.
El Alto hat keinen eigenen Busbahnhof; die meisten Überlandbusse haben Agenturen in El Alto und halten auf ihren Fahrten von und nach La Paz in der Stadt. Der innerstädtische Nahverkehr und die Verbindung nach La Paz wird von Minibussen und Linien-Sammeltaxis („Trufis“) bedient.
Da mit Ausnahme der Verbindung in die Yungas sämtliche Verkehrsverbindungen von und nach La Paz durch El Alto verlaufen (und sich wichtige Versorgungsbetriebe wie Raffinerien und Gasabfüllanlagen in El Alto befinden), kann La Paz durch die Blockade weniger Punkte am Höhenrand in El Alto faktisch von der Außenwelt abgeschnitten und belagert werden. Dies kam während der sozialen Unruhen zwischen 2003 und 2005 mehrfach vor, so dass zwischenzeitlich sogar erwogen wurde, den Regierungssitz aufgrund seiner strategischen Verwundbarkeit in eine andere Stadt zu verlegen.